# Krämerbrücke
A Krämerbrücke, avagy Kereskedők hídja egy középkori boltíves kőhíd Türingia fővárosában, Erfurtban, amelynek különlegessége, hogy teljes hosszában mindkét oldalát fachwerkes lakóházak és üzletek szegélyezik. Ez az egyik azon kevés híd közül a világon, amelyeken lakóépületek találhatók. Több mint 500 éve folyamatosan lakott, hosszabb ideje, mint bármelyik másik híd Európában, megelőzve ezzel többek között a jóval ismertebb firenzei Ponte Vecchiót is. A 1325-ben épült kőből készült gyalogos híd Erfurt egyik legrégebbi világi építménye A Gera folyó egyik ágát, a Breitstromot íveli át, és két városi teret, a Benediktsplatzt és a Wenigemarktot köti össze.

## Története

### Korai története
A híd a Via Regia, egy jelentős középkori kereskedelmi és zarándokút-hálózat része volt, amely Rómát a Balti-tengerrel, Moszkvát pedig az észak-spanyolországi Santiago de Compostelával kötötte össze. A Krämerbrücke a Rajnától Sziléziáig vezető útvonalon található. Emellett az El Camino de Santiago, a Szent Jakab-zarándokút egyik fő útvonalán is fekszik. Erfurt a Via Regia egyik fő kereszteződésénél feküdt, és a középkorban fontos kereskedelmi központtá vált., valamint tagja volt a Hanza-szövetségnek.
A 8. és 11. század között egy fahíd épült a mai Krämerbrücke helyén. Az átkelő melletti kápolnáról már 1110-ben említést tesznek. Magának a hídnak az első említése 1117-ből származik, miután az egyik sok tűzvész elpusztította. Az első írásos emlék a helyszínen található „pons rerum venalium”, azaz „piaci híd” létezéséről 1156-ból származik., ekkorra a kereskedők és a kézművesek már mindkét oldalon piaci standokat állítottak fel. A Krämerbrücke név, amely „kereskedők hídját” jelent, 1510 óta használatos.
A források szerint 1175-ben, 1178-ban, 1213-ban, 1222-ben, 1245-ben, 1265-ben és 1293-ban többször is tűz ütött ki az akkori fahídon. A kőhíd építésének ötletét az 1265-ös tűz után vitatták meg, és 1293-ban a város megvásárolta a híd jogait a kolostoroktól, amelyek árukkal kereskedtek a hídon. A kőhíd azonban csak 1325-ben készült el.
A kőhíd építése után körülbelül az első száz évben főként helyi termékeket árultak a standokon. Erfurtban számos fontos kolostor volt, köztük az Ágoston-rendi Szent Ágoston-kolostor, ahol később Luther Márton is szerzetes volt; a domonkos Prediger-kolostor, ahol a misztikus Eckhart mester (kb. 1260–1328) volt a prior; és a Szent Péter és Pál bencés kolostor, amely a Petersberg Citadella mai helyén lévő dombon állt. Ezek továbbra is standokkal rendelkeztek a hídon, ahol „Apoteki”-t árultak, például gyógyászati és kulináris célra szánt gyógynövényeket, bort és zöldségeket. Az épület két végén is egy-egy templom állt, a keleti oldalon a Szent Egyed-templom, a nyugatin pedig a Szent Benedek-templom.
Az 1472-es városi tűzvész után, amely a város felét és a hídon álló házakat is elpusztította, a hidat mai formájában újjáépítették, azonban akkor még 62 favázas épülettel. Az 1486-ban elkészült híd szélessége azóta körülbelül 26 méter, a házsorok közötti szabad távolság 5,5 m. Legkésőbb 1510 óta használatos a Krämerbrücke név.
Később olyan árucikkekkel kereskedtek a hídon, mint a papír, ötvösmunkák, selyem, fűszerek és keleti illatszerek, például tömjén, amelyek akár 7000 km-ről is érkezhettek. A helyben termelt festő csülleng, egy értékes és fontos festékanyag, amelyről Erfurt híres volt, és a kékfestéshez nélkülözhetetlen volt, szintén itt lett eladva a kereskedőknek, akik aztán Európa-szerte szállították.
A 16. és 17. században, miután a jelenlegi favázas házak megépültek, játékgyártók, prémesek, paszománygyártók és bőrdíszművesek kezdtek el tevékenykedni a híd műhelyeiben.
1624-ben a városi tanács engedélyt adott az utcazenészeknek, hogy a hídon és környékén fuvolával, hegedűvel, trombitával, görbekürttel és pommerrel zenéljenek. Az utcazenészek ma is zenélnek a hídon; mind a hagyományos zene, mind a kortárs zenekarok fontos részét képezik az éves Krämerbrückenfestnek.
A 18. századig a hídon álló házak száma az épületek összevonása és a tűzkárok utáni új építkezések következtében 38-ra csökkent, ma már csak 32 lakóház áll rajta.

### A 19. és 20. században
A híd nyugati végén álló Szent Benedek-templomot 1807-ben eladták, majd 1810-ben a torony kivételével lebontották, hogy helyére új házat építsenek. 1895-ben a tornyot is lebontották, hogy megépíthessék a Rathausbrückét (városháza híd), amely a Krämerbrückével párhuzamosan halad át a folyón annak déli oldalán. A Rathausbrücke tervezésekor felmerült a Krämerbrücke teljes lebontásának ötlete.
A második világháború végén, 1945-ben a 11–14. számú házak megrongálódtak egy szövetséges légitámadás során, a 12. számú ház pedig teljesen megsemmisült. A 12. és 13. házakat a második világháborúban elszenvedett károk miatt 1952-ben lebontották és újjáépítették. A fa gerendák, valamint a szomszédos 11. és 14. épületek is olyan súlyos károkat szenvedtek, hogy ki kellett cserélni őket. Ehhez 11,5 m hosszú, 48 cm × 36 cm, illetve 26 cm × 36 cm keresztmetszetű gerendákat kellett beépíteni, amelyek beszerzése 1952-ben költséges volt és hónapokig tartott. Az épületeket végül 1954-ben fejezték be.
Az egész hídszerkezet, beleértve a boltíveket is, kiterjedt felújításon esett át 1985-ben és 1986-ban a keletnémet kormány által. Azóta 11 tonnáig terjedő járművek használhatják a hidat, bár lényegében továbbra is gyalogos híd maradt, amelyre csak kis szállító- és karbantartó járművek hajthatnak fel korlátozott időben.
Az 1990-es német újraegyesülés óta a híd folyamatos karbantartás alatt áll., és több mint 1 millió eurót költöttek rá.

### A 21. században
A híd továbbra is fontos közlekedési útvonala a helyi lakosoknak, valamint Erfurt egyik fő turisztikai látványossága. Ma is nagyjából ugyanúgy használják, mint több mint 500 éve.
Körülbelül 80 ember él magán a Krämerbrückén. Az utca szintjén található üzletekben kézműves műhelyek (köztük egy kékfestő műhely), speciális élelmiszerboltok, régiségkereskedők, borüzletek, művészeti galériák, kávézók stb. működnek, míg a híd nyugati végén egy pékség található. A városnak célja, hogy fennmaradjon a híd kézműves, kereskedelmi és kulturális jellege, ezért kifejezetten elősegítik, hogy ilyen jellegű üzletek kapják meg a helyiségeket. Az épületek felső szintjein főként lakóházak találhatók. A 15, 20, 24 és 33-as számú házak kivételével a hídon található összes többi épület a város tulajdonában áll.
A középkorban az épületeket nem számozták, és sokan írástudatlanok voltak, ezért néha cégéreket akasztottak az épületekre vagy helyeztek el az ajtók fölé, hogy a házat és lakóit könnyen megtalálhassák. Ezekre még ma is láthatók példák a hídon, valamint a több száz éves eredeti ajtók is több helyen fennmaradtak.
A Stiftung Krämerbrücke (Krämerbrücke Alapítvány) 1996-ban jött létre a városi tanács kezdeményezésére. Feladata a híd karbantartása és történelmének népszerűsítése. Az alapítvány szigorúan ellenőrzi, hogy milyen típusú vállalkozások működhetnek a hídon, hogy az megőrizze történelmi gyökereit. A „Haus der Stiftung” (Krämerbrücke 31) épületében állandó kiállítás látható a híd történetéről. Az információs központ tájékoztatást nyújt azokról a szervezetekről is, amelyek gondoskodnak a híd megfelelő karbantartásáról; ezek a következők: Stiftung Krämerbrücke (Krämerbrücke Alapítvány); Deutsche Stiftung Denkmalschutz (Német Műemlékvédelmi Alapítvány); Elisabeth und Fritz Thayssen Stiftung Hamburg.
A kőhíd 2025-ben ünnepelte fennállásának 700. évfordulóját, melyre egy egész éves programsorozattal emlékezett meg a város. A híd nevét viselő helyi Rotary Club az évfordulóra szintén egy külön ünnepi könyvvel készült.

## Építészeti jellemzői
A híd telje hossza a folyó feletti résszel és a parton álló végeivel együtt 125 méter. Maga a 79 méter hosszú boltíves ívhíd szerkezete mészkőből és homokkőből épült, és hat látható dongaboltozatból áll, amelyek szabad szélessége 4,8 és 7,8 méter között, boltívmagassága pedig 2,4 és 3,9 méter között változik. A boltívek szélessége 19 és 22 méter között van, az oszlopfők és a gerendák vastagsága 40 és 50 centiméter közötti.
A kőhíd tetejére fachwerk szerkezetű emeletes házakat építettek árukereskedelem céljára. A híd eredetileg mindkét végén kőtemplommal rendelkezett, ahol kapukkal ellátott bejáratokat emeltek: a nyugati végén a Szent Benedek-templom, a keleti végén pedig a Szent Egyed-templom (Ägidienkirche). A két templom közül az egyetlen ma is létező Szent Egyed-templom korábban hídkápolna volt, amelyet először 1110-ben említenek a források. A Vörös-toronyként is ismert 33 méteres harangtornya a legmagasabb a németországi metodista templomok közül. A templom alatti boltíves átjáró, amelyen keresztül a Krämerbrückérea lehet lépni, 3,75 méter széles és 3,25 méter  magas. A másik oldal templomát a 19. század elején elbontották.
A hídon álló házak építése 1486-ban fejeződött be, miután 1472-ben egy tűzvész elpusztította a város közel felét és a kőhídon álló piaci standokat. A kőhíd mindkét oldalán összesen 62 favázas épületet emeltek, így a két sor között egy utca jött létre. Később a kis házakat fokozatosan összevonták, így ma 32 ház áll a hídon. A földszinten üzletek, a felsőbb szinteken lakóhelyiségek találhatók.
A háromemeletes házak magassága 13 és 15 méter között változik. Hogy lakhatóvá tegyék őket, a híd szélességét fa „Sprengwerk”-ekkel (gerendákkal vagy merevítőkkel) bővítették oldalra a boltívek mellett, így az épületek részben túlnyúlnak a kőhíd szerkezetén. A híd teljes szélessége 1486-ban, a befejezéskor 26 méter volt, a két épületsor közötti út szélessége 5,5 méter.
Néhány épület a rajta látható cégér vagy házjel miatt saját nevet is kapott, ezek közül az alábbi történelmi nevek maradtak fenn:
Haus Nr.02 – „Engel und Christoph”
Haus Nr.03 - „Grabscheit”
Haus Nr.05 – „Spielberg und Rosenkranz”
Haus Nr.07 – „Zur Glocke”
Haus Nr.09 – „Güldener Schaar und Schweinskopf”
Haus Nr.17 – „Zum roten Turm”
Haus Nr.19 – „Zum schwarzen Roß”
Haus Nr.20 – „Engelsröschen”
Haus Nr.31 – „Haus der Stiftung.”

## Galéria

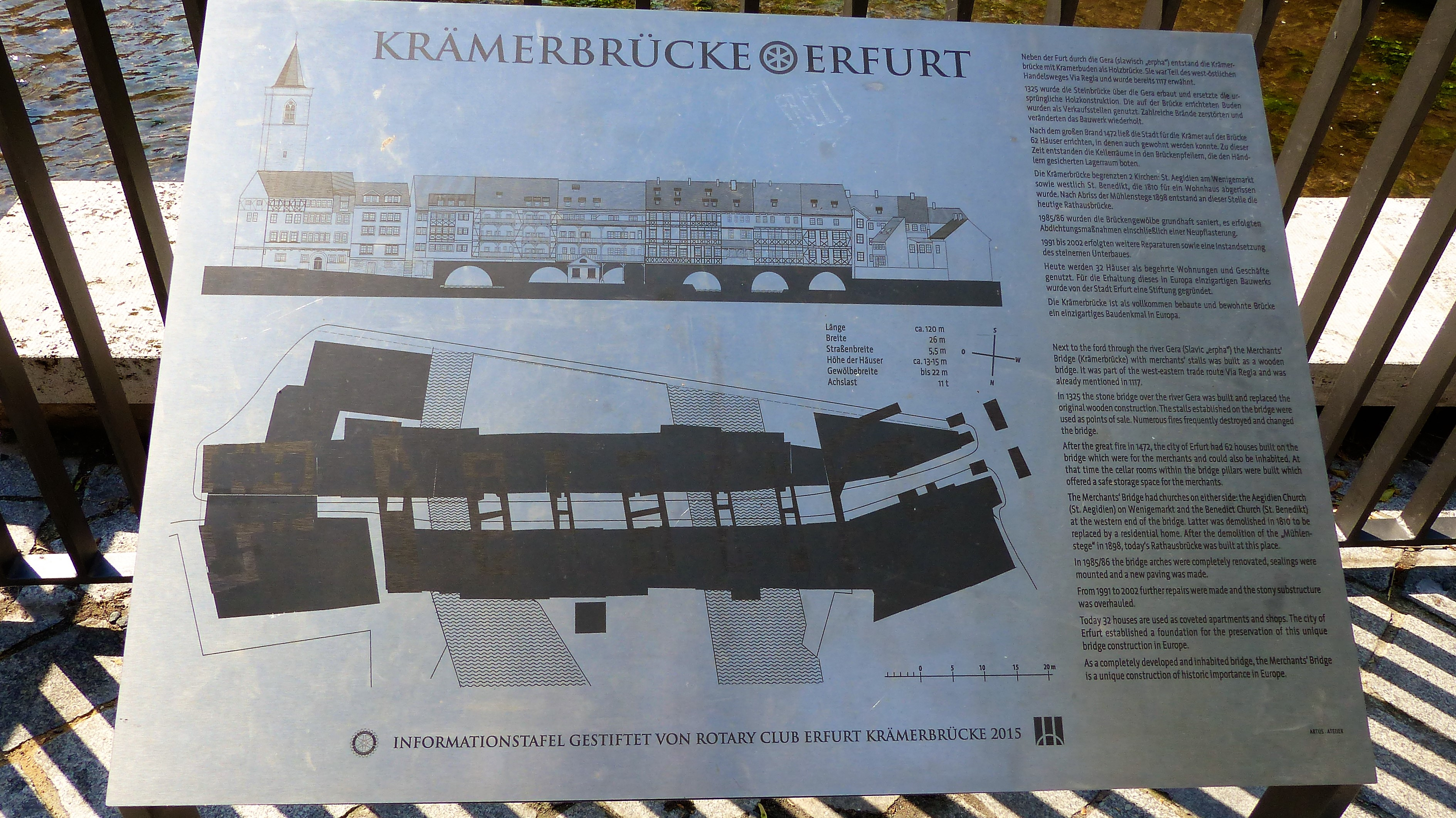
A híd alaprajza
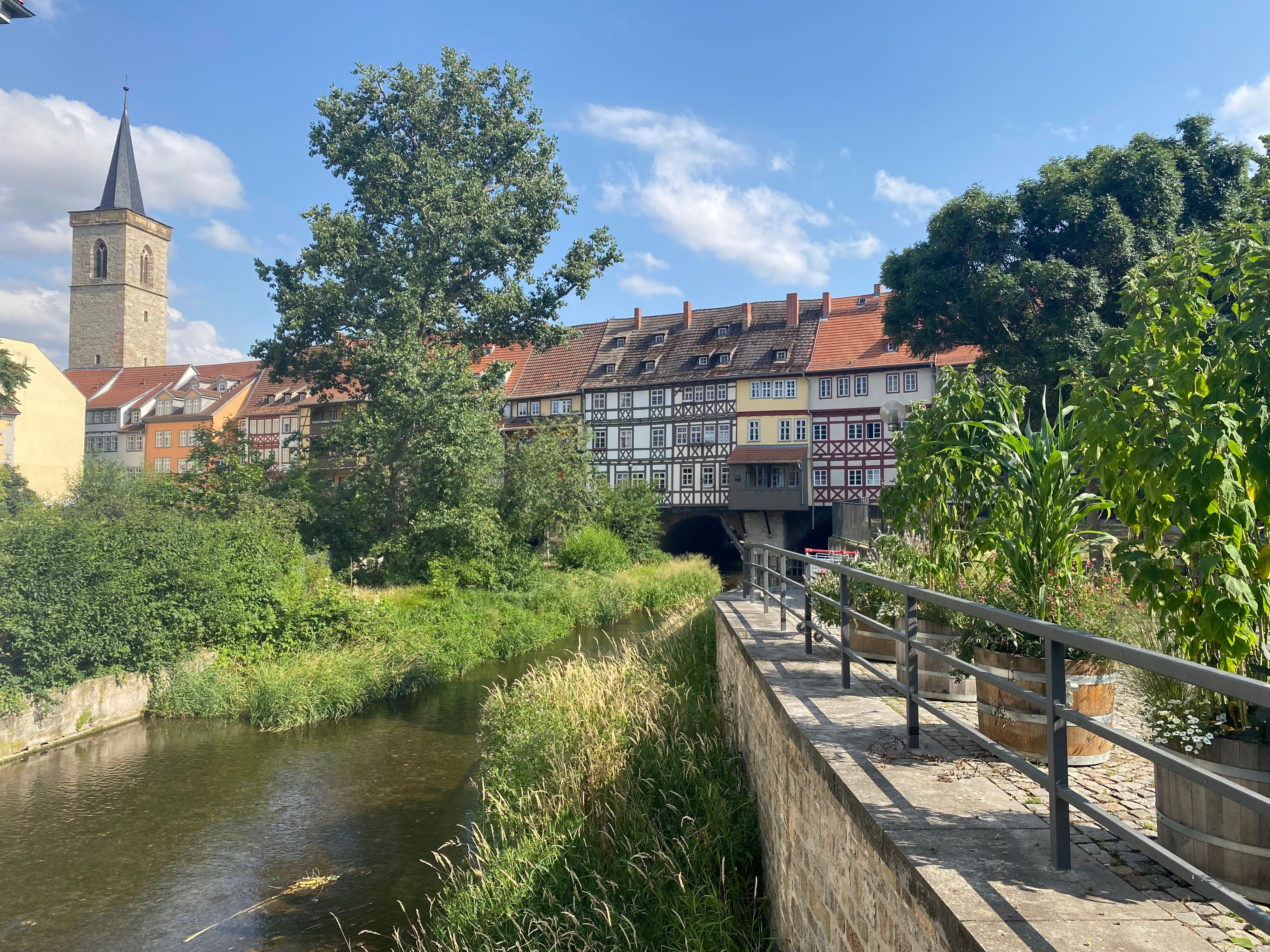
Az északi oldal és a folyópart
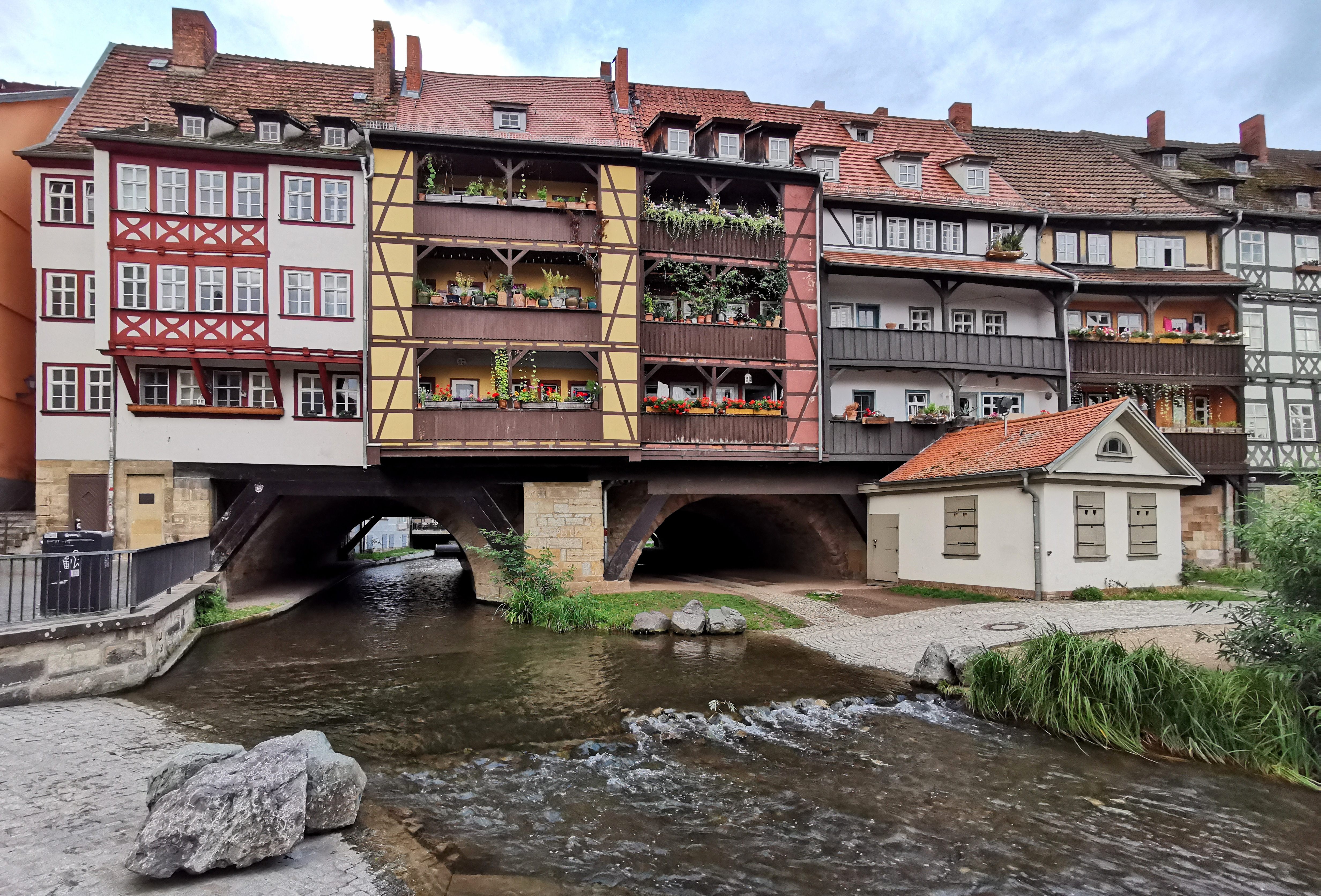
A déli oldal erkélyei
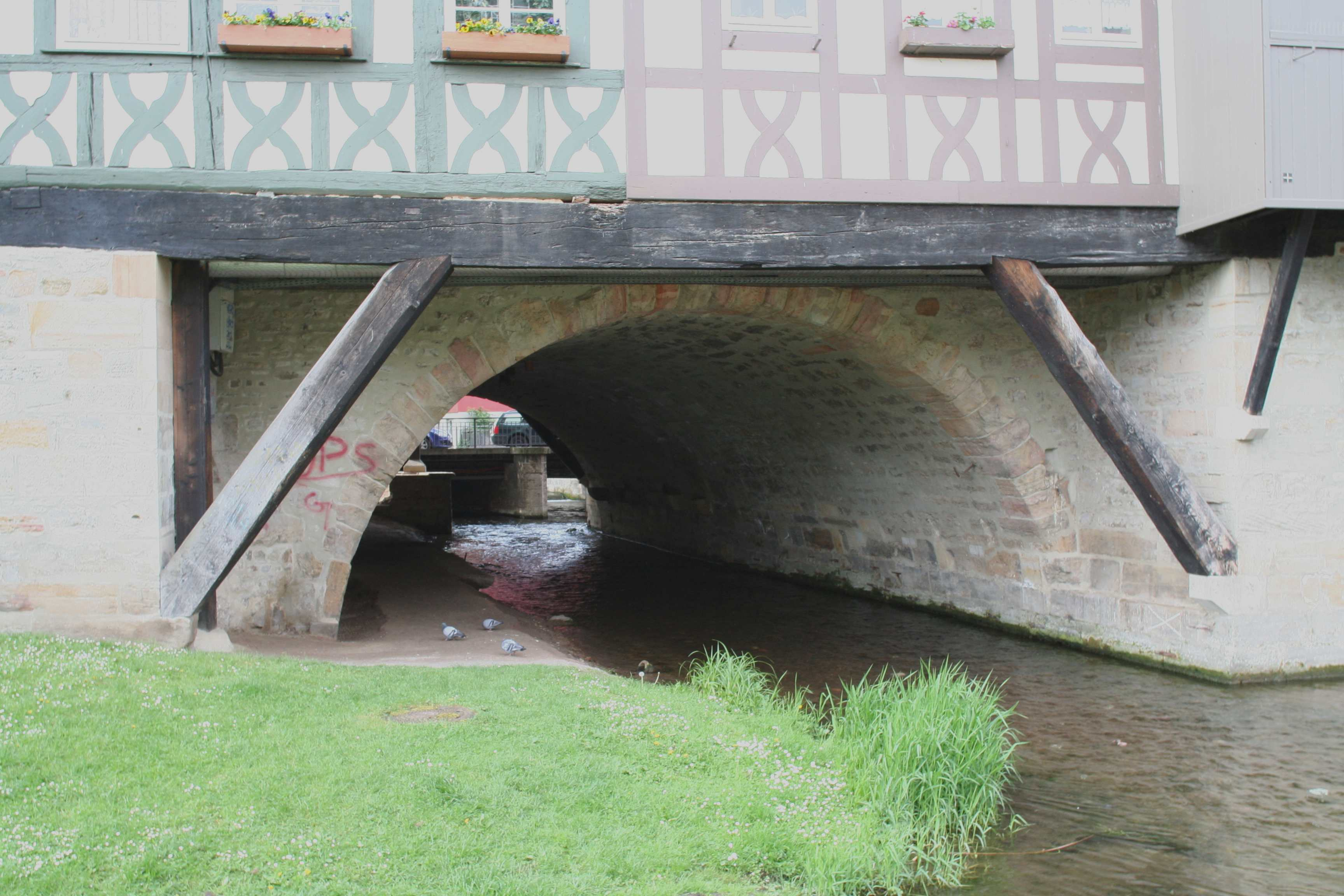
A boltívek és a házakat tartó gerendatámaszok
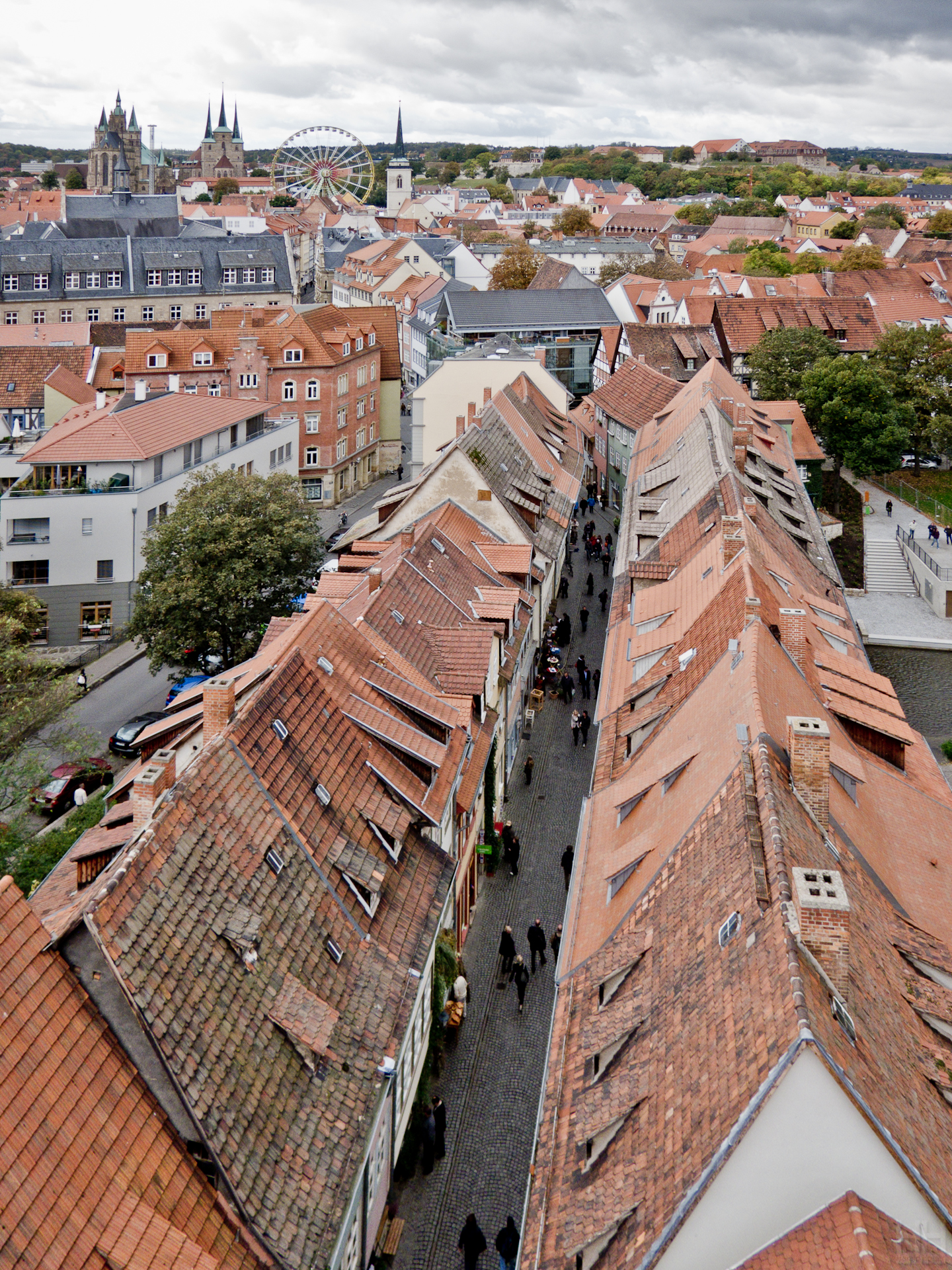
Kilátás a Vörös-toronyból (a háttérben balra a Domberg és az erfurti dóm, jobbra pedig Petersberg erődje)
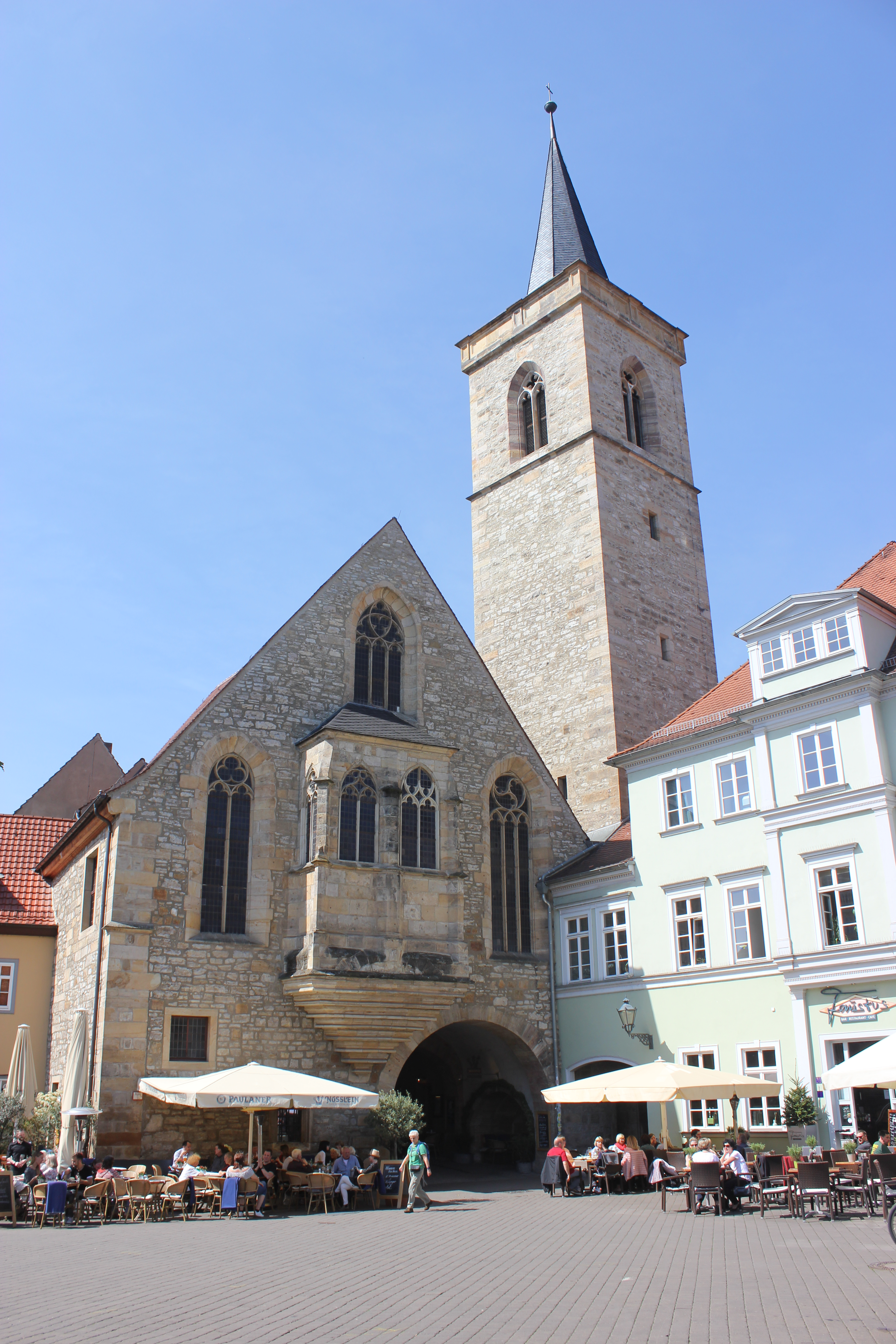
A Szent Egyed-templom és a híd keleti bejárata
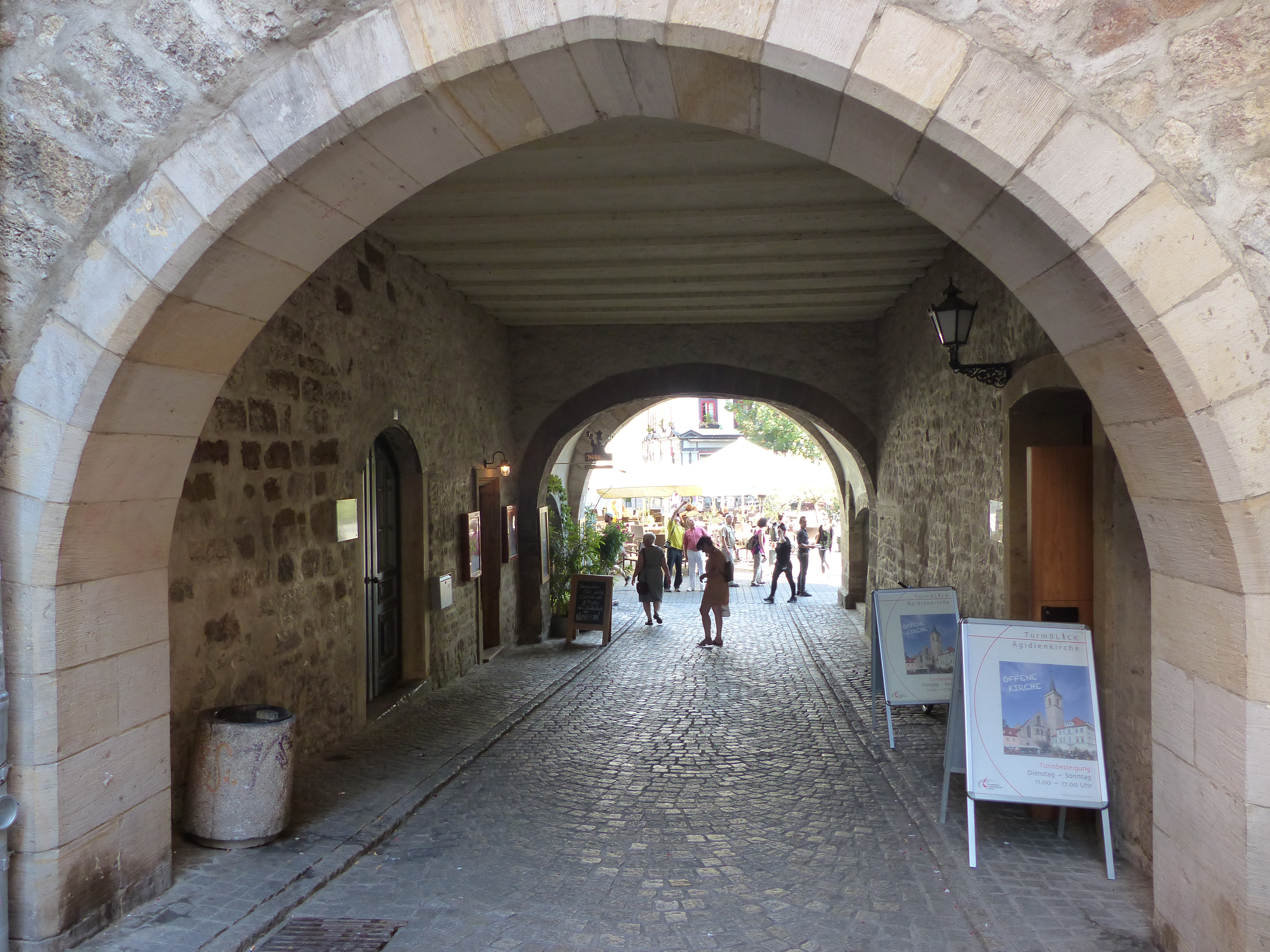
A templom alatti átjáró
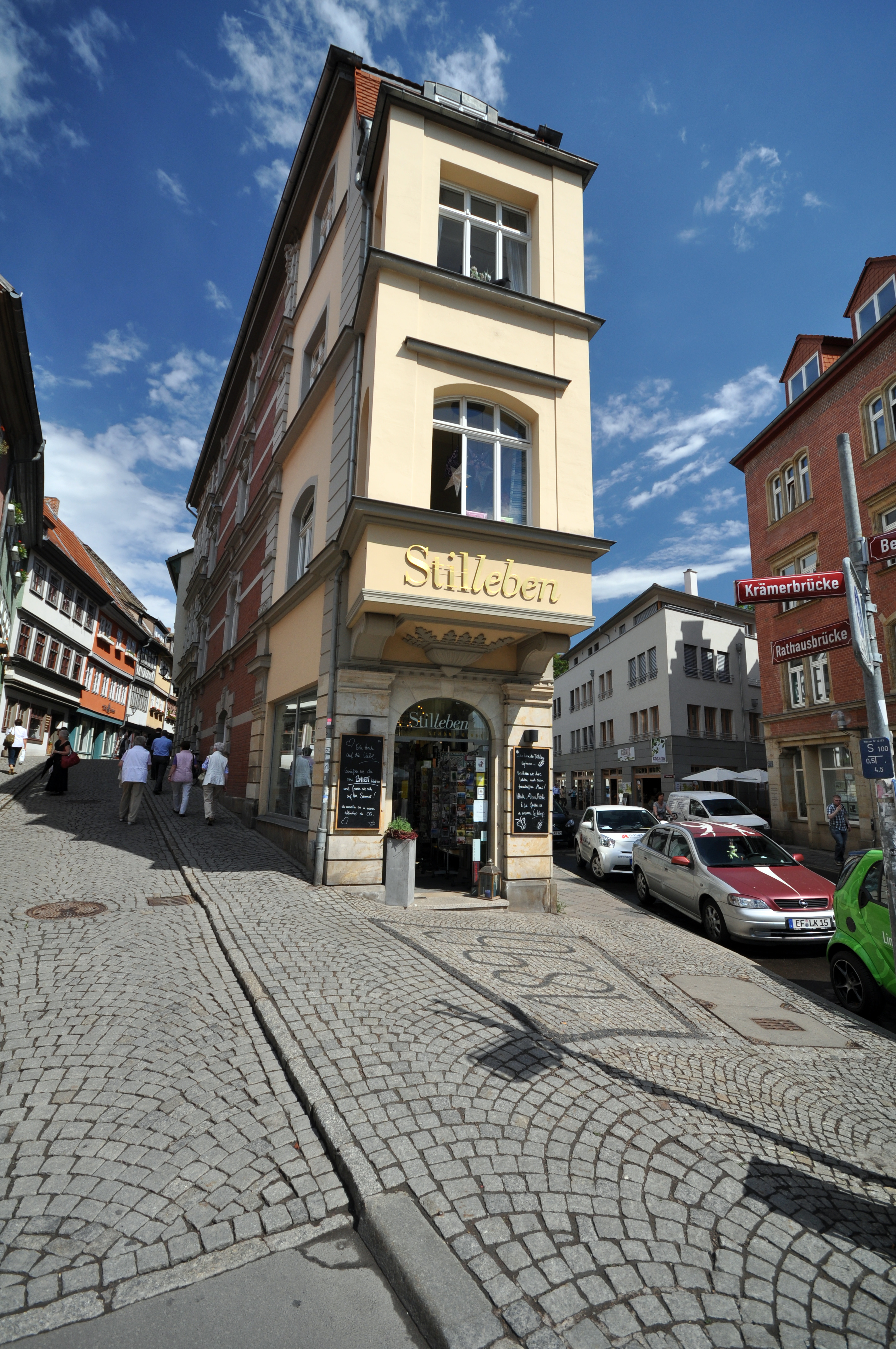
A nyugati oldal bejárata
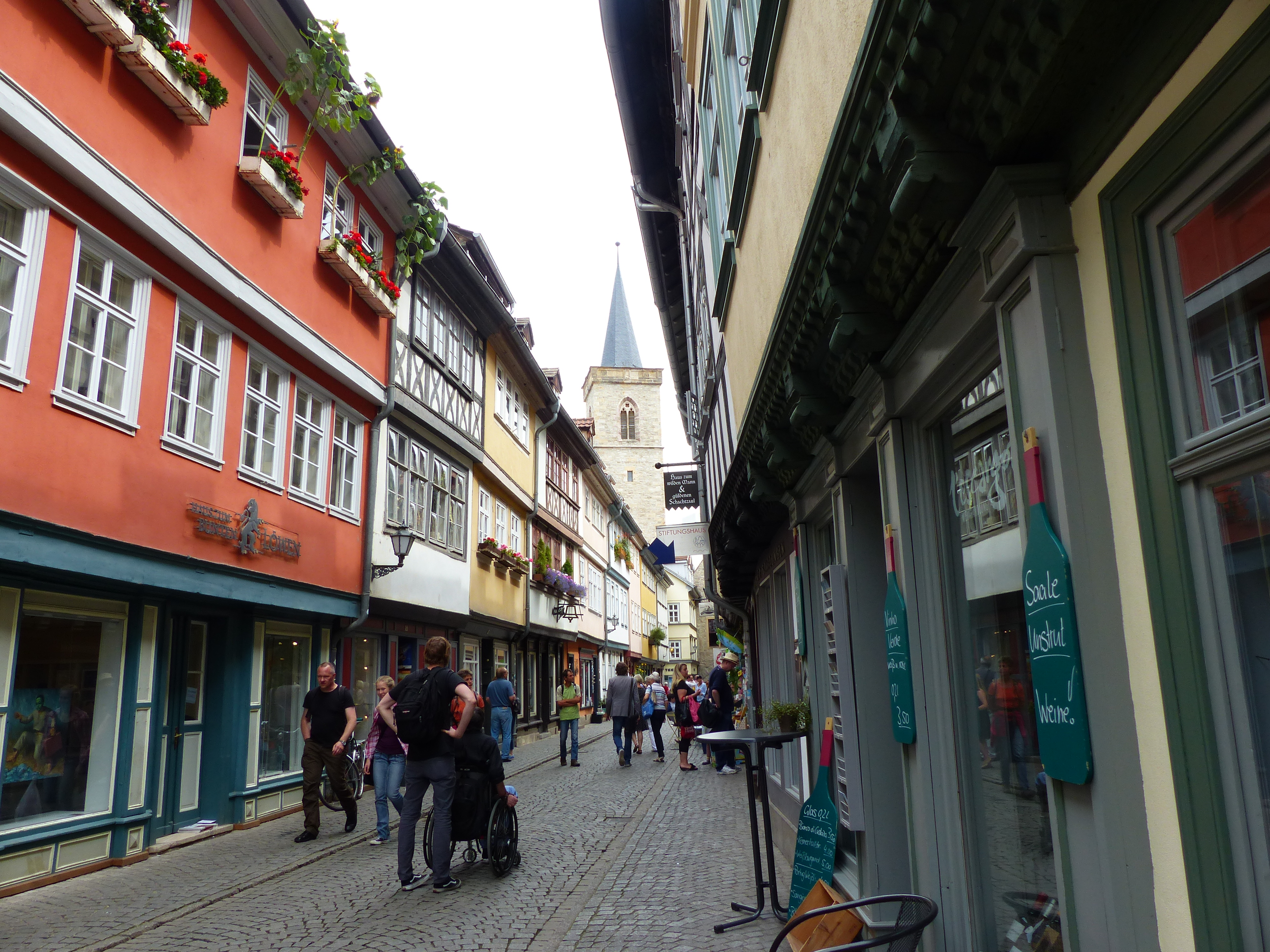
Az üzletsor boltjai
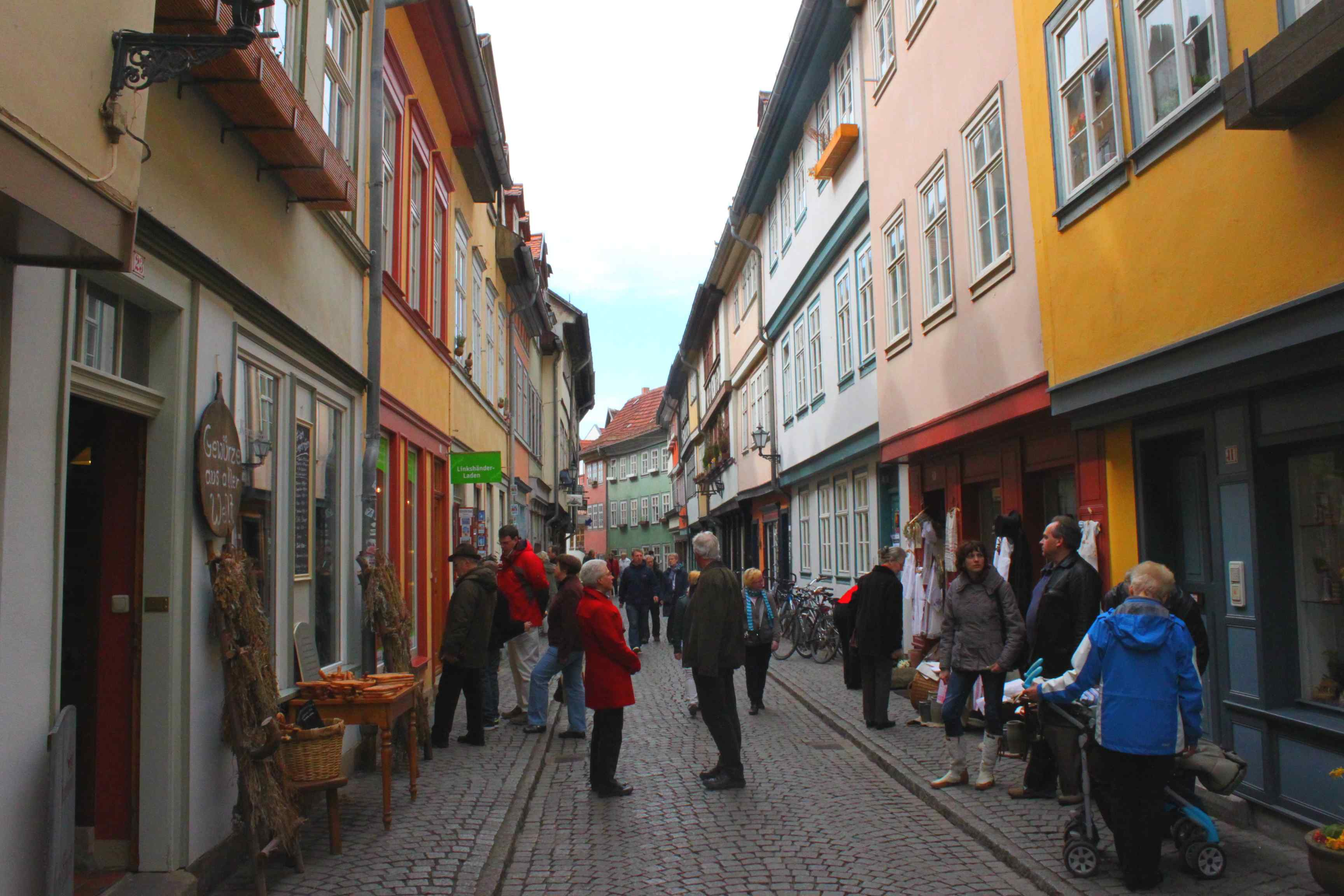
Turisták a hídon
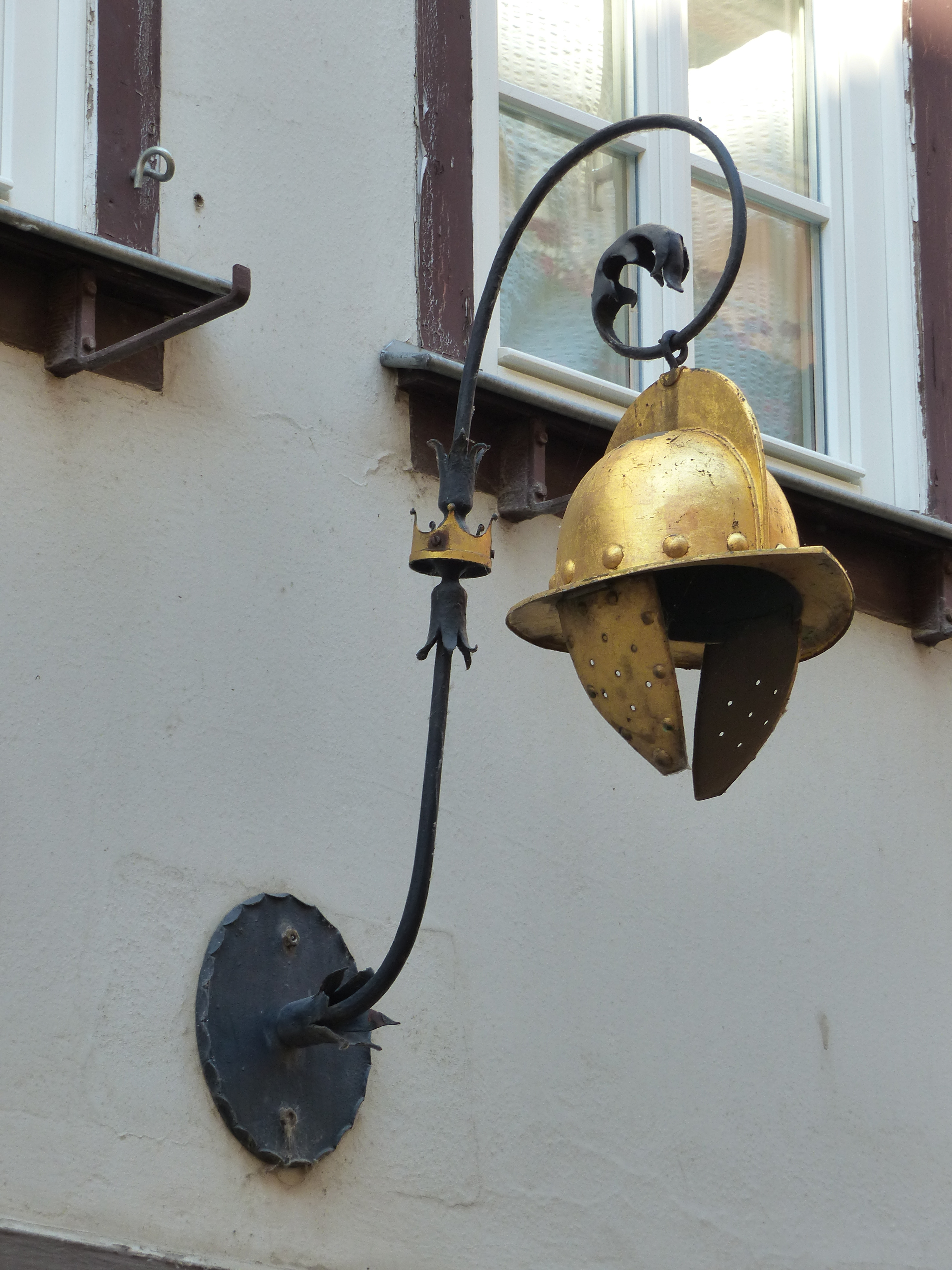
Régi cégér az egyik házon
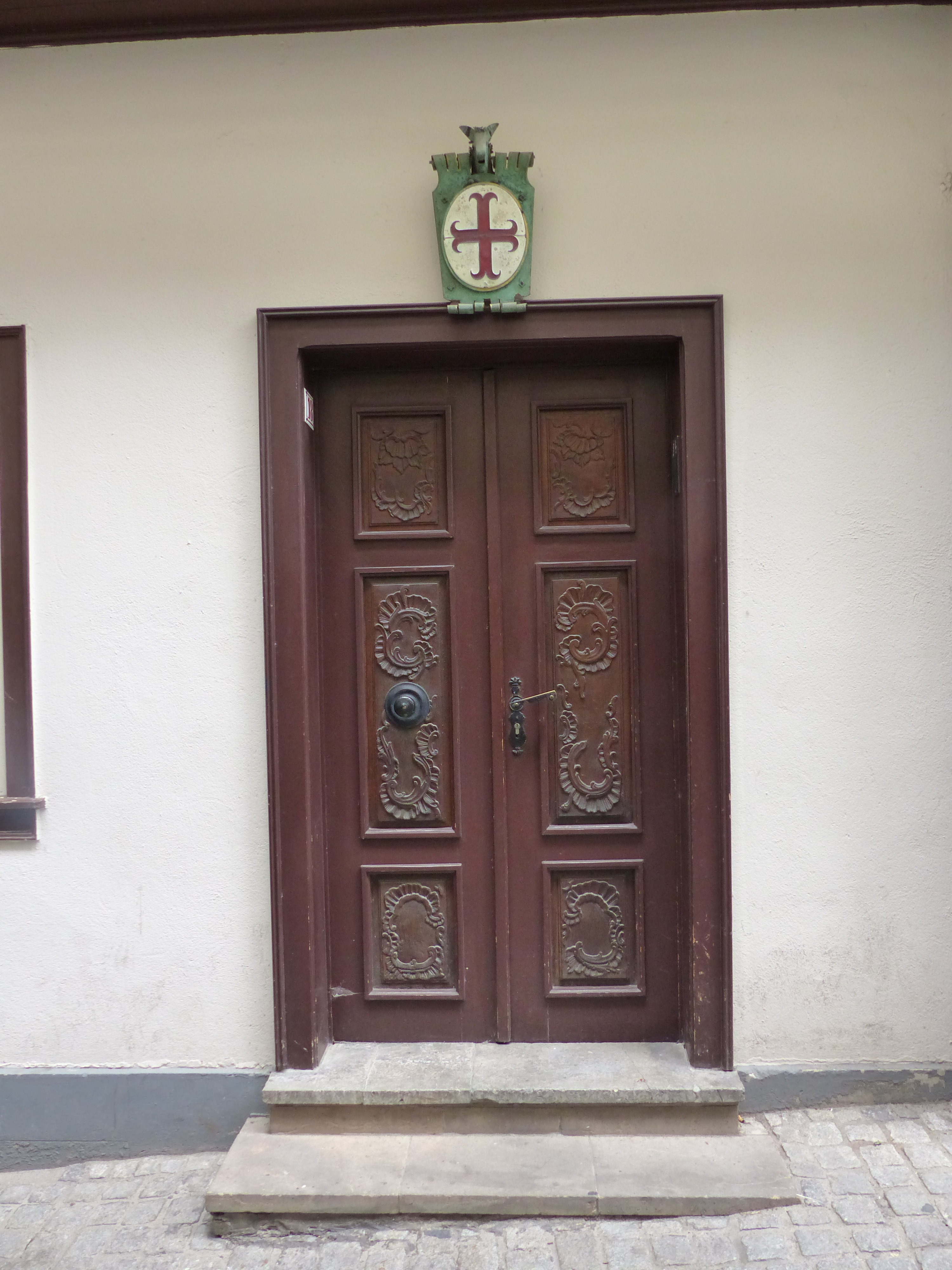
A 18-as ház eredeti faragott ajtaja és házjele

## Fordítás
- Ez a szócikk részben vagy egészben  a   Krämerbrücke című angol Wikipédia-szócikk ezen változatának fordításán alapul.  Az eredeti cikk szerkesztőit annak laptörténete sorolja fel. Ez a jelzés csupán a megfogalmazás eredetét és a szerzői jogokat jelzi, nem szolgál a cikkben szereplő információk forrásmegjelöléseként.
- Ez a szócikk részben vagy egészben  a   Krämerbrücke című német Wikipédia-szócikk ezen változatának fordításán alapul.  Az eredeti cikk szerkesztőit annak laptörténete sorolja fel. Ez a jelzés csupán a megfogalmazás eredetét és a szerzői jogokat jelzi, nem szolgál a cikkben szereplő információk forrásmegjelöléseként.